# Молодий романтик
Молодий романтик (англ. Young Romance) — американська кінокомедія режисера Джорджа Мелфорда 1915 року.

## У ролях
- Едіт Тальяферро — Неллі Нолан
- Флоренс Дагмар — Лу
- Том Форман — Том Кленсі
- Фредерік Вілсон — Мейер
- Аль Ернест Гарсіа — іспанець
- Маршалл МакКей — посильний
- Гаррі Де Вір — Сайлас Дженкінс
- Дж. Паркс Джонс — молодий Дженкінс
- Віолет Дрю — телефонний оператор